# Article 19 de la Constitution de la Cinquième République française
Article 18 Article 20
L'article 19 de la Constitution de la cinquième République détermine les actes du Président de la République française qui nécessitent un contreseing du Premier ministre ou des membres du Gouvernement.
A contrario, il énumère limitativement les actes qui ne nécessitent pas de tels contreseings, ne relevant ainsi que du Président de la République.

## Texte
« Les actes du Président de la République autres que ceux prévus aux articles 8 (1er alinéa), 11, 12, 16, 18, 54, 56 et 61 sont contresignés par le Premier ministre et, le cas échéant, par les ministres responsables. »

## Pratique
Le contreseing a été instauré pour introduire une responsabilité politique dans les actes pris par le Président de la République qui, lui, est irresponsable. La conséquence majeure de l’article 19 est de conférer au président des « pouvoirs propres » qui ne nécessitent pas de contreseing ministériel.
Ces pouvoirs sont : 
- La nomination du Premier ministre (8)
- Le droit de message au Parlement ou de discours devant le Congrès (18)
- La nomination du président et des membres du Conseil constitutionnel (56)
- La saisine du Conseil constitutionnel en deux hypothèses : en cas de conflit entre un traité et la Constitution (54) et pour un contrôle de constitutionnalité (61)

D'autres pouvoirs sont dispensés du contreseing mais nécessitent que le Président obtienne l'avis d'une ou plusieurs autorités avant de les mettre en œuvre :
- Le referendum (11) : la décision d’y recourir ne peut être prise que sur proposition du Gouvernement [2]
- La dissolution de l’Assemblée nationale (12) : après consultation du Premier ministre et des présidents des assemblées
- La décision de recourir à l’article 16 et les mesures associées : après consultation du Premier ministre, des présidents des assemblées et du Conseil constitutionnel

Enfin, les « autres » actes ne peuvent donc entrer en vigueur sans être contresignés et recueillis matériellement par le Secrétariat général du gouvernement.
Le Conseil d'État, dans sa décision « Pelon » du 10 juin 1966, a défini la notion de ministre responsable comme étant les ministres « auxquels incombent, à titre principal, la préparation et l'application » des textes signés par le président.